# Josh Zuckerman
Joshua Ryan Zuckerman (* 1. April 1985 in Los Altos, Kalifornien) ist ein US-amerikanischer Schauspieler.
Zuckerman besuchte in Los Altos die Schule, wo er auch zum Schülersprecher gewählt wurde. Nach dem siebten Jahr auf der Egan Junior High School zog er nach Los Angeles, um seine Schauspielkarriere zu verfolgen.
In Los Angeles setzte er seine schulische Ausbildung fort und ist seit 2003 in Princeton eingeschrieben, wo er der Studentenverbindung Delta Kappa Epsilon angehört.

## Filmografie (Auswahl)
Filme
- 2000: Return to the Secret Garden
- 2001: Wenn der Weihnachtsmann persönlich kommt (Twas the Night)
- 2002: Austin Powers in Goldständer (Austin Powers in Goldmember)
- 2004: Wie überleben wir Weihnachten? (Surviving Christmas)
- 2005: Feast
- 2005: High School Confidential (Pretty Persuasion)
- 2007: Von Löwen und Lämmern (Lions for Lambs)
- 2008: Spritztour (Sex Drive)
- 2023: Oppenheimer

Serien
- 2001: The West Wing – Im Zentrum der Macht (The West Wing, Folge 3.01)
- 2002: New York Cops – NYPD Blue (NYPD Blue, Folgen 9.12 und 9.16)
- 2005: Dr. House (House, Folge 1.21)
- 2007: Boston Legal (eine Folge)
- 2007: CSI: Miami (3 Folgen)
- 2008–2009: Kyle XY
- 2009–2010: Desperate Housewives (12 Folgen)
- 2011–2013: 90210 (26 Folgen)
- 2013–2014: Betas (Webserie, 1 Episoden)
- 2016: The Big Bang Theory (eine Folge)
- 2022: The Offer
- 2023–2025: School Spirits (Fernsehserie, 16 Folgen)

Videospiele
- 2021: Deathloop – als Egor Serling